# Argopus
Argopus es un género de escarabajos de la familia Chrysomelidae. En 1824 Fischer describió el género. Esta es la lista de especies que lo componen:
- Argopus ahrensii Germar, 1817
- Argopus bicolor Fischer von Waldheim, 1824
- Argopus bidentatus Wang, 1992
- Argopus brevis Allard, 1859
- Argopus clemaditis Rapilly, 1978
- Argopus miyakei Kimoto, 1991
- Argopus nigritarsis Gebler, 1823